# Tipula (Nippotipula) sinica
Tipula (Nippotipula) sinica is een tweevleugelige uit de familie langpootmuggen (Tipulidae). De soort komt voor in het Palearctisch gebied.